# پناتاران

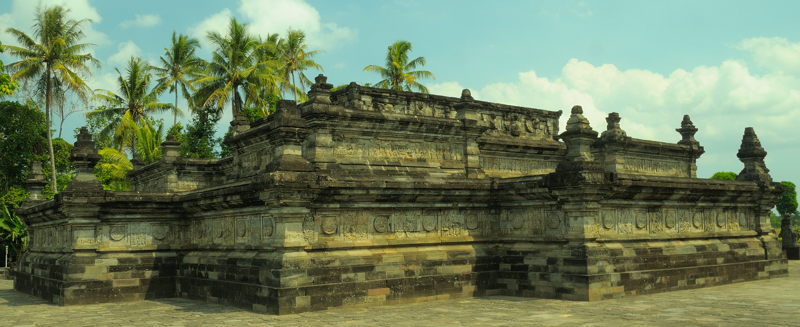
دید پشتی از مجموعه پناتاران.

پناتاران (اندونزیایی: Candi Penataran) یکی از بزرگترین ویرانه‌های معبد هندو در جاوه شرقی اندونزی است. این ویرانه‌ها تقریباً در ۱۲ کیلومتری شمال شرقی بلیتار قرار دارد و نزدیک‌ترین فرودگاه در مالانگ است.
مجموعه پناتاران در دامنه‌های پایینی آتشفشان کلود قرار دارد و بزرگترین معبد هندو در جاوه شرقی است که قدمت آن به دوره بین ۱۱۹۷ و ۱۴۵۴ می‌رسد. قدمت معبد اصلی در پاناتاران به سال ۱۳۴۷ می‌رسد. نقش برجسته‌های آن داستان رامایانا را روایت می‌کنند. این معبد به ایزد شیوا تقدیم شده‌است و برای حداقل ۳۰۰ سال، از قرن ۱۲ تا ۱۵ مورد استفاده بوده‌است. با این حال، بیشتر ساختمان‌هایی که امروزه دیده می‌شوند، در عصر طلایی ماجاپاهیت (=قرن چهاردهم) ساخته شده‌اند.
باور بر این است که پناتاران بین قرن دوازدهم تا قرن پانزدهم ساخته شده‌است، این معبد نقش مهمی در پادشاهی ماجاپاهیت، به ویژه در زمان پادشاه هایام ووروک، ایفا کرد. او این محل را پناهگاه مورد علاقه خود را می‌دانست. قدمت پناتاران مربوط به دوران کدیری است.
چیدمان معبد شبیه به پورای معاصر بالی است. تعدادی ساختمان کوچک در داخل یک حیاط محصور تقدیس شده پراکنده شده‌اند و بزرگترین و مهم‌ترین نیایشگاه در پشت مجموعه است.
به دلیل گنجاندن یکی از بزرگترین مجموعه‌های برجسته اندونزیایی که داستان زندگی ایزد هندو، ویشنو، را در آواتارهای مختلف نشان می‌دهد، قابل توجه است. معبد قدیمی در مجموعه پناتاران این سایت در ۱۹ اکتبر ۱۹۹۵ در رده فرهنگی به فهرست موقت میراث جهانی یونسکو اضافه شد. 